# Sankt Peter am Kammersberg
Sankt Peter am Kammersberg est une commune autrichienne du district de Murau en Styrie.

## Histoire